# Possessor (Film)
Possessor ist ein US-amerikanischer Body-Horror-Film von Brandon Cronenberg aus dem Jahr 2020. Der Kinostart in Deutschland war am 1. Juli 2021.

## Handlung
Im Prolog des Films verbindet eine Frau eine Maschine über ein Kabel mit einem Loch in ihrem Kopf und lässt ein Programm ablaufen. Nachdem sie den Vorgang abgeschlossen hat, besucht sie eine Party in einem Hotel. Auf der Party nähert sie sich zielstrebig einem wohlhabenden Anwalt und beginnt, diesen brutal mit einem Messer niederzustechen. Während die anderen Gäste der Party panisch fliehen und die Polizei alarmieren, zieht die Frau eine Pistole und hält sie sich in ihren Mund. Sie schafft es jedoch nicht abzudrücken und verharrt in dieser Stellung, bis die Polizei ankommt. Nachdem die Frau mit der Pistole auf die Polizisten zielt, wird sie erschossen.
An einem anderen Ort wird eine Frau namens Tasya Vos aus einer Apparatur entlassen, die über ihren Kopf gestülpt war. In dem folgenden Gespräch mit ihrer Chefin Girder zeigt sich, dass Tasya als Auftragskillerin arbeitet und ihr Bewusstsein in die Körper anderer Personen pflanzen lässt, um dann als diese die Morde auszuführen. Auch die Frau aus dem Prolog war von Tasya besessen; der Anwalt war das Ziel des letzten Auftrags von Girder. Während des Gesprächs muss Tasya verschiedene persönliche Gegenstände identifizieren, um zu beweisen, dass ihr Selbstbewusstsein nicht verloren gegangen ist. Unter anderem muss sie einen toten Schmetterling erkennen, den sie als Mädchen getötet hat, wobei sie ihr Bedauern darüber äußert, ihn umgebracht zu haben. Nach dem Gespräch besucht Tasya ihren Ehemann Michael und deren gemeinsamen Sohn Ira, mit denen sie nicht viel Kontakt hat. Die normalen Gespräche mit ihrer Familie fallen Tasya sichtlich schwer und sie lügt Michael über den Inhalt ihres Berufs an.
Der nächste Auftrag, den Girder Tasya unterbreitet, ist besonders wichtig für das Unternehmen, für das die beiden arbeiten. Der Auftraggeber Reid, Stiefsohn des reichen IT-Unternehmers John Parse, hat den Auftrag erteilt, Parse und seine Tochter Ava zu töten, damit er die Firma als Erbe übernehmen kann. Das Unternehmen von Girder und Tasya hat aber auch ein besonderes Eigeninteresse an dem Auftrag, da es plant, Reid nach den Morden zu erpressen und das Unternehmen damit de facto selbst zu übernehmen. Um die Morde auszuführen, soll Tasya den Körper von Avas Geliebtem Colin Tate übernehmen.
Nachdem Tasya Colin über einige Zeit beobachtet hat und sich seine Gewohnheiten und Sprachmuster angeeignet hat, wird Colin entführt und ihm eine Sonde in die Schädeldecke implantiert. Tasya übernimmt den Körper von Colin, arbeitet als er in dem Unternehmen von John Parse und hat Geschlechtsverkehr mit Ava. Auf einer großen Party im Anwesen von John Parse soll Tasya als Colin einen öffentlichen Streit mit Parse anzetteln, damit ein Motiv für die Morde etabliert wird. Nachdem Colin Parse heftig beleidigt hat und versucht handgreiflich zu werden, wird er aus dem Anwesen geworfen. Colin versteckt sich im Gebüsch, bis alle Gäste die Party verlassen haben, und schleicht sich wieder in die Villa. Als er sich Parse nähert, zieht er erst die Pistole, die für den Mord vorgesehen ist, überlegt es sich dann aber anders und attackiert Parse stattdessen mit einem Schürhaken. Anstatt Parse schnell zu töten, foltert Tasya im Körper von Colin den schon am Boden liegenden Parse, indem sie ihm ein Auge entfernt und seinen Mundbereich völlig zerstört. Die hinzukommende Ava wird von Colin erschossen.
Colin zielt mit dem Lauf der Pistole in seinen Mund, wieder schafft es Tasya aber nicht abzudrücken. Während Tasya um Kontrolle ringt, erbricht ihr Körper in der Maschine eine Menge Blut. Die Techniker wollen sie daraufhin zurückholen, doch Girder hält sie auf, denn sie will, dass Tasya erst die Kontrolle über Colins Körper zurückerhält. Colin, nun nicht mehr vollständig unter dem Einfluss von Tasya, läuft zur Wohnung von Reeta, einer Freundin von Ava, mit der er früher eine Affäre hatte. Diese lässt ihn überrascht hinein, wenig später wird Colin ohnmächtig. Er wird später von einem Klopfen geweckt. Colin lässt Eddie, einen Kollegen in der IT-Firma, hinein, der ebenfalls für Tasyas und Girders Unternehmen arbeitet und eingreifen sollte, falls etwas schiefgeht. Er schlägt Colin nieder und verbindet ihn mit der gleichen Apparatur, wie sie auch die Frau aus dem Prolog benutzt hat, um Tasya wieder die Kontrolle über Colins Körper zu verschaffen. Der Prozess gelingt nur teilweise. Tasya gewinnt zwar wieder die Oberhand, doch sie ist nicht stark genug, um Colin zum Suizid zu bewegen. In Colins Kopf wehrt sich dessen Bewusstsein immer stärker und schafft es schließlich, dem Bewusstsein von Tasya ihr Gesicht abzureißen und es als Maske zu tragen. Dadurch erhält das Bewusstsein von Colin Zugang zu den Erinnerungen von Tasya. Schließlich wird Colins Körper bewusstlos.
Als er wieder aufwacht, hat Colin wieder die Kontrolle über seinen Körper. Eddie und Reeta liegen tot in der Wohnung. Colins Hand startet unter Tasyas Einfluss einen Versuch, ihn mit der Pistole umzubringen, schießt aber daneben. Colin nutzt Tasyas Erinnerungen, um das Haus von Michael und Ira zu finden. Er nimmt Michael als Geisel und fordert von Tasya, dass sie sich zeigt und ihn in Ruhe lässt. Tasyas Bewusstsein antwortet, dass Colin schon sehr lange wieder die Kontrolle über seinen Körper hat und er es war, der Eddie und Reeta getötet hat. Außerdem ermutigt sie ihn, ihren Mann für sie umzubringen.
Während die Bewusstseine von Tasya und Colin miteinander reden, versucht Michael, sich zu befreien. Colin ist aber schneller und benutzt ein Beil aus der Küche, um Michael niederzustrecken. Tasya versucht Colin dazu zu bringen, sich umzubringen, doch sie schafft es wieder nicht. Plötzlich wird Colins Körper von Ira, der alles mitangesehen hat, mit einem Küchenmesser lebensgefährlich verletzt. Bevor Colin ausblutet, erschießt Colin Ira, sodass beide sterbend auf dem Boden liegen. Tasya wird schließlich aus der Apparatur befreit, muss jedoch feststellen, dass Girder sich in einer anderen Apparatur befand und Ira besessen hatte, als dieser Colin angriff.
In dem abschließenden Gespräch erkennt Tasya zwar wieder ihre persönlichen Gegenstände, bezüglich des toten Schmetterlings äußert sie dieses Mal jedoch kein Bedauern.

## Veröffentlichungen
Seine Premiere feierte der Film auf dem Sundance Film Festival 2020. Der Film kam im Oktober 2020 in den Vereinigten Staaten und Kanada ins Kino. In Deutschland lief der Film bisher nur im Rahmen des Fantasy Filmfest 2020 in verschiedenen deutschen Städten. Nach Wiederöffnung der Kinos lief der Film am 1. Juli 2021 in den deutschen Kinos. Auf der großen Leinwand ist allerdings nur die leicht gekürzte R-Rated-Fassung zu sehen. Am 11. Februar 2022 veröffentlicht Turbine Medien den Film Possessor in der unzensierten Unrated-Version in 4K-UHD sowie auf Blu-ray und DVD in Mediabooks und Steelbooks.

## Rezeption

### Kritiken
Der Film erhielt überwiegend positive Rezensionen und hat bei Rotten Tomatoes insgesamt 94 Prozent von 226 Kritikern überzeugt (Stand: Dezember 2023).  Bei Metacritic erhielt der Film einen Metascore von 72 von 100.
Bei Splatting Image meinte Adrian Gmelch, der Filme wirke „wie eine zu einem Film umgearbeitete Episode aus der Science-Fiction-Serie Black Mirror“. Am stärksten sei Possessor bei der Darstellung des Kampfs der Identitäten und der Film könne mit „abstrakten, teils verstörenden Bildern und atmosphärischen Klängen“ überzeugen. Brandon Cronenberg trete mit dem Film endgültig in die Fußstapfen seines Vaters.

### Auszeichnungen
Chicago Film Critics Association Awards 2020
- Nominierung für den Besten Einsatz von visuellen Effekten[10]

Critics’ Choice Super Awards 2021
- Nominierung als Bester Science-Fiction-/Fantasyfilm
- Nominierung als Bester Schauspieler in einem Science-Fiction-/Fantasyfilm (Christopher Abbott)
- Nominierung als Beste Schauspielerin in einem Science-Fiction-/Fantasyfilm (Andrea Riseborough)[11]

Florida Film Critics Circle Awards 2020
- Auszeichnung für die Besten visuellen Effekte (Murray Barber)[12]

Saturn-Award-Verleihung 2021
- Nominierung als Bester Independentfilm